# Musorgski
Musorgski  (ros. Мусоргский) – radziecki dramat biograficzny z 1950 roku w reżyserii Grigorija Roszala. Historia życia kompozytora Modesta Musorgskiego.

## Obsada
- Aleksandr Borisow jako Modest Musorgski
- Nikołaj Czerkasow jako Władimir Stasow
- Władimir Bałaszow jako Milij Bałakiriew
- Andriej Popow jako Nikołaj Rimski-Korsakow
- Jurij Leonidow jako Aleksandr Borodin
- Bruno Friejndlich jako Cezar Cui
- Fiodor Nikitin jako Aleksandr Dargomyżski
- Lubow Orłowa